# Branscourt
Branscourt és un municipi francès, situat al departament del Marne i a la regió del Gran Est. L'any 2007 tenia 244 habitants.

## Demografia

### Població
El 2007 la població de fet de Branscourt era de 244 persones. Hi havia 88 famílies, de les quals 16 eren unipersonals (16 dones vivint soles i 16 dones vivint soles), 24 parelles sense fills, 40 parelles amb fills i 8 famílies monoparentals amb fills.
La població ha evolucionat segons el següent gràfic:
Habitants censats

### Habitatges
El 2007 hi havia 97 habitatges, 90 eren l'habitatge principal de la família i 7 estaven desocupats. Tots els 96 habitatges eren cases. Dels 90 habitatges principals, 83 estaven ocupats pels seus propietaris, 3 estaven llogats i ocupats pels llogaters i 4 estaven cedits a títol gratuït; 3 tenien dues cambres, 4 en tenien tres, 18 en tenien quatre i 65 en tenien cinc o més. 77 habitatges disposaven pel capbaix d'una plaça de pàrquing. A 31 habitatges hi havia un automòbil i a 56 n'hi havia dos o més.

### Piràmide de població
La piràmide de població per edats i sexe el 2009 era:
| Homes | Edats   | Dones |
| ----- | ------- | ----- |
| 0     | 95 o +  | 0     |
| 1     | 90 a 94 | 1     |
| 1     | 85 a 89 | 1     |
| 0     | 80 a 84 | 1     |
| 2     | 75 a 79 | 1     |
| 2     | 70 a 74 | 6     |
| 3     | 65 a 69 | 1     |
| 6     | 60 a 64 | 6     |
| 3     | 55 a 59 | 3     |
| 13    | 50 a 54 | 10    |
| 12    | 45 a 49 | 7     |
| 14    | 40 a 44 | 21    |
| 11    | 35 a 39 | 14    |
| 10    | 30 a 34 | 5     |
| 6     | 25 a 29 | 7     |
| 7     | 20 a 24 | 8     |
| 12    | 15 a 19 | 10    |
| 13    | 10 a 14 | 12    |
| 11    | 5 a 9   | 9     |
| 5     | 0 a 4   | 5     |

## Economia
El 2007 la població en edat de treballar era de 171 persones, 127 eren actives i 44 eren inactives. De les 127 persones actives 121 estaven ocupades (62 homes i 59 dones) i 6 estaven aturades (4 homes i 2 dones). De les 44 persones inactives 12 estaven jubilades, 18 estaven estudiant i 14 estaven classificades com a «altres inactius».

### Ingressos
El 2009 a Branscourt hi havia 88 unitats fiscals que integraven 245 persones, la mediana anual d'ingressos fiscals per persona era de 26.807 €.

### Activitats econòmiques
Dels 5 establiments que hi havia el 2007, 2 eren d'empreses de fabricació d'altres productes industrials, 1 d'una empresa de construcció, 1 d'una empresa immobiliària i 1 d'una empresa de serveis.
L'únic servei als particulars que hi havia el 2009 era una fusteria.
L'any 2000 a Branscourt hi havia 10 explotacions agrícoles que ocupaven un total de 344 hectàrees.

## Poblacions més properes
El següent diagrama mostra les poblacions més properes.